# Willem Einthoven
Willem Einthoven (21 mai 1860 à Semarang - 29 septembre 1927 à Leyde) est un médecin, physiologiste et physicien néerlandais, prix Nobel de physiologie ou médecine de 1924 et dont le nom reste historiquement lié à la mise au point de l'électrocardiographe et à la naissance de la cardiologie moderne.

## Biographie

### Enfance, formation, vie privée
Il naît à Semarang, sur l'île de Java, alors partie des Indes néerlandaises (aujourd'hui l'Indonésie) Il y vit avec son père Jacob Einthoven qui est médecin militaire et officier de santé publique puis médecin de la paroisse de Semarang, avec sa mère Louise Marie Mathilde Caroline de Vogel qui est la fille d'un haut responsable des finances pour les Indes néerlandaises et avec ses frères et sœurs, une fratrie de trois garçons et trois filles, dont il est le troisième enfant et l'ainé des garçons. La généalogie familiale laisse penser que trois autres enfants sont morts en bas âge. Lorsque son père meurt en 1866, il n'a que six ans. Quatre ans plus tard, sa mère décide de retourner avec ses six enfants à Utrecht aux Pays-Bas.
Einthoven obtient son diplôme d'études secondaires en 1879 et suivant les traces de son père, il s'inscrit à l'université d'Utrecht en médecine. L'anatomiste Willem Koster (1834-1907), enseignant la mécanique des articulations, exerce une influence déterminante sur lui. C'est lui qui suscitera l'intérêt d'Einthoven pour la rédaction de son mémoire de « candidat » (diplôme approximativement équivalent au Bachelor of science des Anglo-saxons) sur l’articulation du coude au cours de ses études de médecine. Une circonstance particulière l'y conduit : c'est une fracture du poignet qu’il se fait lors d'une pratique sportive. L'immobilisation contrainte lui permet de réfléchir et dévoile son intérêt pour les mouvements de la main et les fonctions articulaires de l’épaule et du coude. Au cours de ses dernières années d'études, deux professeurs influencent les intérêts scientifiques d'Einthoven : l'ophtalmologue Herman Snellen (1834-1908), avec qui il travaille pendant une courte période dans l'hôpital ophtalmologique bien réputé « Gasthuis voor Ooglijders » à Utrecht ainsi que le grand physiologiste Franciscus Cornelis Donders (1818-1889) avec lequel il travaille en étroite association et sous la direction duquel il entreprend sa thèse en poussant ses recherches sur la stéréoscopie par les variations de couleurs (Kleurverschil porte Stereoscopie), dont il  explique le phénomène à partir des différentes longueurs d'onde de la lumière rouge et bleue. En 1885, il obtient son doctorat avec mention. Et à peine son diplôme obtenu, il se voit proposer la direction du laboratoire et la chaire de physiologie de l'université de Leyde, succédant au professeur Adriaan Heynsius (1831-1985) qui vient de mourir.
De 1886 à sa mort, il reste professeur de physiologie à université de Leyde. L'année 1905/06, il en devient le recteur.
Einthoven est profondément convaincu de la nécessité de l'exercice physique à une époque où le sport n'est pas l'évidence qu'elle est devenue depuis. Il encourage beaucoup l'éducation physique des élèves et des étudiants. Lorsqu'il est lui-même étudiant, il est un athlète accompli, exhortant avec enthousiasme ses coéquipiers à l'entrainement sportif. Il a été un temps président de l'Union de gymnastique et d'escrime à l'université d'Utrecht et il a été l'un des fondateurs de son club d'aviron étudiant.
En 1886, il épouse sa cousine Frédérique Jeanne Louise de Vogel, avec laquelle il a trois filles et un fils. 
Il meurt le 29 septembre 1927 à Leyde. Sa tombe se trouve dans le cimetière de l'église réformée, au 6 Haarlemmerstraatweg à Oegstgeest, dans la province de Hollande-Méridionale.

### Carrière professionnelle
Son discours inaugural à l'université de Leyde s'intitule « De leer der specifieke energieen » (« La théorie des énergies spécifiques »).
Jeune enseignant universitaire, ses premières publications en 1892 traitent de ses recherches sur les mécanismes de l'asthme : « Über die Wirkung der Bronchialmuskeln nach einer neuen Méthode untersucht, und über Asthme nervosum » (Sur la fonction des muscles bronchiques. Une enquête par une nouvelle méthode, et sur l’asthme nerveux), une étude d’un grand mérite, mentionnée comme « une grande œuvre » par W. Nagel (1870-1911) dans son Handbuch der Physiologie des Menschen publié en 1909 et dont l'exactitude n'est confirmée que des décennies plus tard, en 1950.
À cette période il continue ses recherches en optique, ce qui l’occupait déjà depuis ses études. Il publie, entre autres, « Eine einfache physiologische Erklärung für verschiedene geometrisch-optische Täuschungen »(Une simple explication physiologique pour diverses illusions optiques géométriques) en 1898 ;  « Die Hébergement des menschlichen Auges » (L’hébergement de l’œil humain) en 1902 ; « La forme et l’ampleur de la réponse électrique de l’œil à une stimulation par la lumière à des intensités différentes » en 1908.
L'occasion d'exploiter son génie de chercheur arrive lorsqu’il commence à enregistrer avec précision les bruits du cœur en utilisant l'électromètre capillaire de Lippmann. Comme un physicien, il étudie d'abord les principes théoriques de cet instrument et met au point des méthodes pour stabiliser l'appareil et pour corriger mathématiquement les erreurs d'enregistrement des résultats du fait de l’inertie de l’instrument. D'abord satisfait du résultat obtenu, il décide d'analyser de façon approfondie les travaux d’électrocardiographie d’Augustus Désiré Waller, physiologiste londonien, ce qui s'est imposé à lui du fait de son domaine de compétence.
Bien que ce scientifique soit méconnu du grand public, Willem Einthoven est pourtant à l'origine d'une innovation révolutionnaire qui rend encore aujourd'hui d'immenses services à la médecine et en particulier à la cardiologie. C'est en effet lui qui a mis au point l'électrocardiographe. 
La poursuite de ses travaux dans ce domaine le rend très insatisfait du manque de sensibilité et de la trop lourde complexité de sa manipulation et des calculs à faire, néanmoins l'instrument lui permet en 1900 de détecter différentes courbes de potentiels électriques tant chez des personnes en bonne santé que chez des patients atteints de maladies cardiaques. Einthoven cherche à augmenter la sensibilité des mesures en modifiant l'appareil. Il pense à mettre au point un nouvel appareil après avoir assisté à une démonstration d'Augustus Waller qui avait eu l'idée de capter les ondes électriques cardiaques. En effet, l'existence de courants électriques qui circulent dans le cœur et entraînent des potentiels électriques responsables de l'activité musculaire cardiaque est connue depuis 1842 par les travaux de l'Italien Carlo Matteucci. Mais les mesures de Waller étaient très imprécises. C'est lui qui, le premier avant Einthoven, parle d'électrocardiogramme pour désigner le tracé assez imprécis obtenu. Willem Einthoven a fabriqué une version améliorée de l'appareil à l'aide d'un mince filament de quartz recouvert d'argent
C'est ainsi qu'il rapporte en 1901 les résultats de l'expérimentation du nouveau galvanomètre à cordes qu'il venait de mettre au point. Son prototype est plus sensible, il lui permet d'échapper aux fastidieux calculs indispensables avec l'électromètre capillaire, mais c'est une énorme machine de 270 kilos, nécessitant un système de refroidissement et cinq personnes pour la faire fonctionner. Ses premiers essais cliniques remontent à 1902. C'est l'un des tout premiers appareils permettant aux médecins d'enregistrer avec précision à partir de la surface du corps les potentiels électriques générés par le cœur humain au cours de ses battements. Mais à ce moment-là le travail d'Einthoven n'attire pas l'attention, pas plus que ses travaux pourtant fondamentaux sur la transmission du signal, dans lesquels il décrit le standard devenu classique et toujours en vigueur aujourd'hui des dérivations frontales bipolaires de l'ECG (DI - connexion des deux bras, DII - connexion bras droit / pied gauche, DIII - connexion bras gauche / pied droit). 
En plaçant des électrodes sur le torse de nombreux patients, il effectue un très grand nombre de tracés sur lesquels portent ses recherches. La trace normale montre une forme d'onde avec trois pics et deux dépressions à chaque battement cardiaque. Einthoven a utilisé les lettres P, Q, R, S et T pour désigner ces éléments du tracé, une convention qui perdure jusqu'à aujourd'hui. Il identifie alors les tracés électriques cardiaques, ou électrocardiogrammes, des personnes en bonne santé et il les différencie de ceux de personnes présentant des troubles cardiaques, faisant ainsi avancer les connaissances en cardiologie, tant physiologiques que pathologiques. Il  étudie donc l’électrocardiogramme sous tous ses aspects, avec de nombreux élèves et avec des scientifiques qui commencent à reconnaitre l'intérêt de ses travaux. En 1906 il publie les premières classifications d'électrocardiogrammes pathologiques en faisant la corrélation entre la clinique déjà connue et les tracés ECG (hypertrophie ventriculaire gauche ou droite, nombreuses arythmies, fréquence cardiaque pendant l'inspiration et l'expiration, morphologie du QRS en DIII, influence de la position cardiaque sur l'ECG…).
En 1906 aussi et pour la première fois, des ECG cliniques sont télétransmis en utilisant une connexion par câble entre l'hôpital universitaire de Leyde et le laboratoire d'Einthoven. Norman Holter reprend cette idée plus tard et développe sa méthode de télémétrie. Ce n'est qu'en 1908 que la réputation des travaux d'Einthoven se répand en France, en Allemagne, au Royaume-Uni et aux États-Unis. Des scientifiques et des médecins du monde entier viennent à Leyde.
En 1913, Einthoven pose les bases mathématiques et théoriques de l'interprétation des courbes de potentiel du myocarde, ce qui conduit à la description du triangle d'Einthoven en tant que base de calcul de l'ECG.
« Einthoven a atteint une perfection technique si étonnante que de nombreux électrocardiographes modernes n'atteignent pas des enregistrements aussi fiables et non déformés », estimait en 2003 le Pr Serge Barold dans un article sur les travaux de Willem Einthoven paru dans la Cardiac Electrophysiology Review. 

## Distinctions honorifiques
En 1890 il devient membre du Congrès néerlandais des sciences naturelles et médicales (Nederlandsch Natuur- en Geneeskundig Congres en néerlandais) qui était une toute jeune société savante universitaire néerlandaise qui a existé entre 1887 et 2017 et qui avait deux objectifs : mettre en contact des personnes de différentes disciplines scientifiques et diffuser les connaissances scientifiques à un public plus large.
Einthoven devient membre de l’Académie royale néerlandaise des arts et des sciencesle 6 juin 1902, aux réunions de laquelle il est très assidu. Il prend souvent part aux débats où il est redouté, car ses critiques précises trouvent fréquemment les faiblesses d'un exposé de travaux de recherches.
En 1923, il est élu membre correspondant de l'Académie des sciences de Göttingen en Allemagne. 
En 1924, pour l'invention, la mise au point et l'amélioration de son galvanomètre à cordes et pour la description de l'électrocardiogramme, il reçoit en 1924 le prix Nobel de physiologie ou médecine « pour sa découverte du mécanisme de l'électrocardiogramme ». Son galvanomètre à cordes a rendu plus simple et pratique l'utilisation de l'électrocardiographie.
En 1924 il est  élu membre étranger  de l'Académie royale des sciences de Suède sous le numéro 698.
En 1925, il est élu membre de l'Académie allemande des sciences Leopoldina.
Le 29 avril 1926, Willem Einthoven  devient membre étranger de la Royal Society de Londres.
En 1927 il est élu membre de l'Académie américaine des arts et des sciences.
En 2008 il est admis au National Inventors Hall of Fame qui est une organisation américaine qui honore les réalisations les plus remarquables des inventeurs de toutes nationalités, de leur vivant ou à titre posthume, ayant déposé un brevet auprès du United States Patent and Trademark Office (USPTO). 
Deux villes et un village (au moins) aux Pays-Bas comportent une voie portant son nom Willem Einthovenstraat : Leyde, Oegstgeest où il est enterré et Waspik.
Le 23 septembre 1960, l'UK Antarctic place names committee (Comité britannique des noms de lieux antarctiques) a donné son nom à Einthoven Hill, une colline d'environ 850 m située à l'est de l'île Brabant dans l'archipel Palmer de l'Antarctique occidental. Elle s'élève à 5 km au sud-ouest de Mitchell Point (en),.
Le 21 mai 2019, Google  lui dédie son Doodle à l'occasion du 159e anniversaire de sa naissance.

## Publications
Au total, Einthoven publie 127 articles, principalement sur l'ECG.
- « Quelques remarques sur le mécanisme de l’articulation du coude », Archives néerlandaises des sciences exactes et naturelles, La Haye, Martinus Nijhoff, vol. 17,‎ 1882, p. 289-298 (OCLC 493555842).
- « Stéréoscopie dépendant d’une différence de couleur », Arch. néerl. sci. exact. nat., vol. 20,‎ 1886, p. 361-387.
- « Un nouveau galvanomètre », Arch. néerl. sci. exact. nat., 2e série, vol. 6,‎ 1901, p. 625-633.
- « Le Télécardiogramme », Arch. intern. physiol., vol. 4,‎ 1906, p. 132.